# Mississaugas
 (novembre 2020).
Si vous disposez d'ouvrages ou d'articles de référence ou si vous connaissez des sites web de qualité traitant du thème abordé ici, merci de compléter l'article en donnant les références utiles à sa vérifiabilité et en les liant à la section « Notes et références ».
Pour les articles homonymes, voir Mississauga (homonymie).
Les Mississaugas ou Missisagués sont un peuple amérindien du sud de l’Ontario, au Canada, faisant partie des Anichinabés, et étroitement liés aux Ojibwés.
Les Mississaugas étaient au départ une tribu ojibwée vivant sur les rives du lac Supérieur et du lac Huron. Ils émigrèrent vers la rivière Mississagi dans les années 1700. De là, une plus petite unité se dirigea au sud-est, juste à l’ouest de Toronto, Ontario, avant l’arrivée des Français en 1720. Ils sont déplacés de leurs terres en 1847 dans une réserve de la vallée de la rivière Grand. La ville de Mississauga porte leur nom. 
Le nom Mississaugas leur a été attribué par les Français à cause de la proximité de la rivière Mississagi, sur laquelle avaient lieu leurs échanges. Dans l’histoire[pas clair], cinq Premières Nations forment les Mississaugas.
En 2005, les Mississaugas étaient au nombre de 1 375, faible proportion par rapport aux 200 000 de la nation ojibwée[réf. souhaitée].